# Реакція Прінса
Реакція Прінса (англ. Prins reaction) — приєднання формальдегіду або його похідних до олефінів, що каталізується кислотами, з утворенням 1,3-гліколів та циклічних ацеталів. У присутності галогенних кислот можуть бути одержані i хлоргідрини.
R2C=CH2 + H2C=O — H+→ [R2C+–CH2–CH2OH] — H2O→ R2C(OH)(CH2)2OH
Внутрішньомолекулярну циклізацію ненасичених кетонів під дією кислотних каталізаторів називають цикло-реакцією Прінса (cyclo-Prins).
Механізм реакції: